# Григоренко Дмитро Леонідович
Григоренко Дмитро Леонідович (нар. 16 липень 1977, Тростянець, Сумська обл.) — український сценарист та актор. Був видуманим політиком Єгор Лупан на "Шоу без назви". Сценарист до популярних проєктів "Слуга народу", "Слуга народу 2", "Між нами дівчатами", "Свати 5", "8 перших побачень", "Я, ти, він, вона" та "Крашанка".

## Життя
Народився у місті Тростянець, до п'яти років ріс в місті Молодогвардійськ. 
В 1982 році переїхав у місто Ніжин. Закінчив Ніжинський Фаховий Коледж у 1997 році. Поступив до Національний університет біоресурсів і природокористування України, де брав участь у КВК як капітан команди "На Ушах". В той самий рік поїхав у Лондон на заробітки. У 2004 році повернувся до України та у 2005 році одружився. 
У 2009 році працював над "Шоу без назви", де був актором у ролі Єгора Лупана, та сценаристом програми. Потім працював в УкрАВТО з 2006 по 2009 роки. У 2010 році почав працювати на КіноКвартал95. У 2020 році пішов з КіноКварталу95 та почав працювати незалежно. З 2023 року є співзасновником YouTube проєкту "Бандерівське Смузі".

## Фільмографія
| Рік  |   | Українська назва                   | Оригінальна назва | Роль |
| ---- | - | ---------------------------------- | ----------------- | ---- |
| 2008 | ф | Файна Юкрайна                      |                   |      |
| 2009 | ф | Шоу без назви                      |                   |      |
| 2009 | ф | Недотуркані                        |                   |      |
| 2011 | ф | Свати 5                            |                   |      |
| 2012 | ф | Байки Мітяя                        |                   |      |
| 2012 | ф | Свати у плити                      |                   |      |
| 2012 | ф | 8 перших побачень                  |                   |      |
| 2013 | ф | Між нами дівчатами                 |                   |      |
| 2013 | ф | Кохання у великому місті 3         |                   |      |
| 2014 | ф | Кохання у великому місті 3 (фільм) |                   |      |
| 2015 | ф | 8 нових побачень                   |                   |      |
| 2015 | ф | Слуга народу                       |                   |      |
| 2016 | ф | Слуга народу 2                     |                   |      |
| 2018 | ф | Шукаю дружину з дитиною            |                   |      |
| 2018 | ф | Я, ти, він, вона                   |                   |      |
| 2019 | ф | Слуга народу 3. Вибір              |                   |      |
| 2024 | ф | Крашанка                           |                   |      |